# Dobroty
Dobroty (niem. Theresenthal) – osada w Polsce położona w województwie warmińsko-mazurskim, w powiecie bartoszyckim, w gminie Sępopol. Miejscowość wchodzi w skład sołectwa Dzietrzychowo.
W latach 1975–1998 miejscowość administracyjnie należała do województwa olsztyńskiego.